# Universitetsbiblioteket i Oslo
Universitetsbiblioteket i Oslo (forkortet UBO) blev oprettet i 1811, samtidig med Universitetet i Oslo, og er et fag- og forskningsbibliotek for ansatte, studenter og andre personer tilknyttet Universitetet. Frem til 1989 var biblioteket også norsk nationalbibliotek. 

## Bibliotekets udvikling
Biblioteket er en del af det samlede faglige og pædagogiske tilbud ved Universitetet i Oslo – og er en læringsarena. I tråd med kvalitetsreformen, som blev indført ved Universitetet i Oslo efteråret 2003, bidrager biblioteket i dag bl.a. til studenternes informationskompetence.
Den første universitetsbibliotekar var Georg Sverdrup. Biblioteksbygningen i Henrik Ibsens gate blev opført i 1913, i Axel Drolsums tid. 
Det norske Nasjonalbiblioteket blev oprettet i 1988, sat i drift i 1989, og overtog fra 1998 UBOs Norske avdeling, hvorved Universitetsbiblioteket kunne rendyrke sine opgaver rettet mod universitetets behov. Fra samme år flyttede Universitetsbiblioteket (afdeling for humaniora og samfundsvidenskab) ind i det nyopførte Georg Sverdrups hus på Blindern som var tegnet af arkitekterne Telje-Torp-Aasen.
Bente Rachel Andreassen er biblioteksdirektør ved UBO.
Biblioteket har fire afdelinger: 

## Bibliotek for humaniora og samfundsvidenskab
Bibliotek for humaniora og samfundsvidenskab er en afdeling af Universitetsbiblioteket i Oslo.
Biblioteket har bøger, tidsskrifter og databaser indenfor humaniora, samfundsvidenskab, teologi, pædagogik og psykologi. Biblioteket er en naturlig mødeplads og center for informationsformidling på Blindern. Hovedafdelingen ligger i Georg Sverdrups hus på Blindern. Bibliotekets primære brugere er forskere og studenter ved Det humanistiske fakultet, Det samfundsvidenskabelige fakultet, Det teologiske fakultet og Det uddannelsesvidenskabelige fakultet ved Universitetet i Oslo.
Biblioteket er Norges største fag- og forskningsbibliotek. Biblioteket har i 2008 lidt over 2 millioner bøger, 4.200 trykte tidsskrifter og 2.500 elektroniske tidsskrifter og ekspederer 2.500 udlån hver dag.
Biblioteket blev oprettet i 1999, da det daværende Universitetsbibliotek i Oslo blev delt i to: Nasjonalbiblioteket, som beholdt lokalerne ved Solli plass, og Universitetsbiblioteket i Oslo, som flyttede til Blindern. Biblioteket etablerede sig da i det nyopførte Georg Sverdrups hus.
Overbibliotekar Halvor Kongshavn er leder for biblioteket. 

## Bibliotek for medicin og helsefag
Bibliotek for medicin og helsefag er en afdeling af Universitetsbiblioteket i Oslo. Det er en sammenlægning af Det medicinske fakultetsbibliotek (oprettet 1850) og Rikshospitalets medicinske bibliotek og informationscenter med institutbibliotek. Det nye bibliotek flyttede ind i det nye Rikshospitalet påsken 2000. Det odontologiske fakultetsbibliotek i Geitmyrsveien er underlagt samme leder. Fra og medsommeren 2008 er det bare et institutbibliotek : Psykiatrisk bibliotek på Vinderen.
Primærbrugerne er studenter og ansatte ved Universitetet i Oslo og Oslo Universitetssygehus- Rikshospitalet.
Problembaseret læring blev indført i 1996, og siden den tid har bibliotekets undervisning været en integreret del af medicin-studiet, og bidrager til informationskompetence.
Biblioteket er Norges største medicinske bibliotek. Samlingerne omfatter trykte og elektroniske publikationer som omhandler medicin og alle tilstødende fagområder.
Overbibliotekar Arne Jakobsson er leder for biblioteket.

## Det juridiske fakultetsbibliotek
Tekst mangler, hjælp os med at skrive teksten

## Det matematisk-naturvidenskabelige fakultetsbibliotek
Tekst mangler, hjælp os med at skrive teksten